# Roarin' Broncs
Pour plus de détails, voir Fiche technique et Distribution.
Roarin' Broncs est un film américain réalisé par Richard Thorpe, sorti en 1927.

## Synopsis
Bill Morris, de la patrouille frontalière, enquête sur le passage clandestin de Chinois. Il suspecte des membres du ranch "Tracy et Ball" d'être à l'origine de ce trafic et il s'y fait engager. Il arrivera à faire arrêter les passeurs et leur chef, Henry Ball, le fils d'un des propriétaires du ranch.

## Fiche technique
- Titre original : Roarin' Broncs
- Réalisation : Richard Thorpe
- Scénario : Frank L. Inghram[1]
- Photographie : Ray Ries
- Production : Lester F. Scott Jr.
- Société de production : Action Pictures
- Société de distribution : Pathé Exchange
- Pays d'origine :  États-Unis
- Langue originale : anglais
- Format : noir et blanc — 35 mm — 1,37:1 — Film muet
- Genre : Western
- Durée : 5 bobines
- Date de sortie :
  - États-Unis :27 novembre 1927

## Distribution
- Jay Wilsey : Bill Morris
- Ann McKay : Rose Tracy
- George Magrill : Henry Ball
- Harry Todd
- Lafe McKee